# Чёрекчи, Камиль Ахмет
Камиль Ахмет Чёрекчи (тур. Kamil Ahmet Çörekçi; 1 февраля 1992 года, Лондон) — турецкий футболист, защитник клуба «Хатайспор».

## Клубная карьера
Родившийся в Лондоне Камиль Ахмет Чёрекчи выступал за юношеские команды «Фулхэма» и «Миллуолла». Летом 2010 года он перешёл в турецкий «Буджаспор». 28 ноября 2010 года Чёрекчи дебютировал в турецкой Суперлиге, выйдя в основном составе в домашнем поединке против «Антальяспора». В начале 2012 года он перешёл в «Кайсериспор», а первую половину сезона 2013/14 отыграл за клуб Первой лиги «Адана Демирспор». В конце января 2014 года Камиль Ахмет Чёрекчи стал футболистом «Эскишехирспора», с которым в том же году дошёл до финала Кубка Турции, где его команда с минимальным счётом уступила «Галатасараю». В 2016 году «Эскишехирспор» вылетел из Суперлиги, и следующий сезон Чёрекчи провёл в Первой лиге. Он не реализовал свой удар в серии послематчевых пенальти в финале плей-офф за выход в Суперлигу с «Гёзтепе», а его команда в итоге упустила свой шанс вернуться в Суперлигу. Летом 2017 года Чёрекчи перешёл в «Трабзонспор».

## Достижения
«Эскишехирспор»
- Финалист Кубка Турции (1): 2013/14